# Мурашов, Александр Васильевич
Александр Васильевич Мурашов (25 октября 1916 год — дата смерти не известна, Качканар, Свердловская область) — бригадир комплексной бригады строительного управления № 2 треста «Качканаррудстрой», Свердловская область. Герой Социалистического Труда (1964).

## Биография
Родился 25 октября 1916 года в рабочей семье.
С 1931 года работал лесорубом, забойщиком.
Весной 1942 года призван в РККА. Служил сапёром, участник Сталинградской битвы. Войну закончил в Берлине. После войны продолжил воинскую службу сапёром в Подмосковье в районе Гжатска.
В 1948 году продолжил работать лесорубом. В мае 1957 года возглавил строительную молодёжную бригаду строительного управления № 2 треста «Качканаррудстрой». Участвовал в строительстве Качканарского горно-металлургического комбината.
Указом Президиума Верховного Совета СССР от 16 июня 1964 года за выдающиеся производственные успехи, достигнутые при строительстве первой очереди Качканарского горно-металлургического комбината Средне-Уральского совнархоза удостоен звания Героя Социалистического Труда с вручением ордена Ленина и золотой медали «Серп и Молот».
После выхода на пенсию проживал в Качканаре. В 1977 году ему было присвоено звание Почётный гражданин Качканара. В 2016 году на доме, где он жил, установили мемориальную доску.

## Награды
- Герой Социалистического Труда — указом Президиума Верховного Совета СССР от 16 июня 1964 года
- Орден Ленина
- Орден Трудового Красного Знамени (09.08.1958)
- Медаль «За трудовое отличие» (06.02.1952)
- Почётный гражданин Качканара